# 马斯伦尼卡大桥 (D8)
马斯伦尼卡大桥是一座拱桥，坐落在克罗地亚马斯伦尼卡西面1公里，横跨亚得里亚海马斯利尼察海峡，克罗地亚D8州际公路从桥上通过。

## 结构
马斯伦尼卡大桥长度为315.3m，由一个钢铁铸成的拱支撑混凝土浇筑的桥面，桥面由17个连续的箱式拱组成。

## 历史
最初的马斯伦尼卡大桥于1961年通车。1989年，由于交通繁忙维护不够，桥梁和桥墩出现裂缝，修复工作进行了半年，期间货运停止。1990年大桥再次全面运转。之后再度进行维护，限制流量。
不幸的是，1991年11月21日，克罗地亚战争期间该桥被摧毁。
2003年开始考虑在原桥基础上重修一座新桥。原桥仅剩下两个桥墩和南面的结构，新设计基本基于原先的设计，只做细微修改。桥的宽度由原先的9.4米增加到10.5米。桥墩和承力柱重新浇筑。大桥于2005年6月17日竣工并重新通车。总计建桥费用为5980万克罗地亚库纳。

## 名称混淆
在其北面1.5公里处，也有一座大桥，跨过同一个海峡，A1高速公路从上面通过。尽管是两座不同的桥，通过的公路也不一样，该桥也被称为马斯伦尼卡大桥。A1高速公路的大桥比现在D8州际公路的桥要老，但是D8州际公路原来的桥在1991年克罗地亚战争期间被摧毁，如今两座桥都被称为“新”“老”“马斯伦尼卡大桥”。